# Seznam medailistů na mistrovství Evropy – chůze na 50 km
Toto je kompletní seznam medailistů v chůzi na 50 km  na mistrovství Evropy v atletice mužů od roku 1934 do současnosti.

## Muži
| Rok  | Místo     | Zlato                            | Výkon vítěze                     | Stříbro                          | Bronz                            |
| ---- | --------- | -------------------------------- | -------------------------------- | -------------------------------- | -------------------------------- |
| 1934 | Turín     | Jânis Dalinš                     | 4:49:53                          | Arthur Schwab                    | Ettore Rivolta                   |
| 1938 | Paříž     | Harold Whitlock                  | 4:41:51                          | Herbert Dill                     | Edgar Bruun                      |
| 1946 | Oslo      | John Ljunggren                   | 4:38:20                          | Harry Forbes                     | Charles Megnin                   |
| 1950 | Brusel    | Giuseppe Dordoni                 | 4:40:43                          | John Ljunggren                   | Verner Ljunggren                 |
| 1954 | Bern      | Vladimir Uchov                   | 4:22:12                          | Josef Doležal                    | Antal Róka                       |
| 1958 | Stockholm | Jevgenij Maskinskov              | 4:17:16                          | Abdon Pamich                     | Max Weber                        |
| 1962 | Bělehrad  | Abdon Pamich                     | 4:19:47                          | Grigorij Paničkin                | Don Thompson                     |
| 1966 | Budapešť  | Abdon Pamich                     | 4:18:42                          | Gennadij Agapov                  | Alexandr Ščerbina                |
| 1969 | Athény    | Christoph Höhne                  | 4:12:33                          | Peter Selzer                     | Veniamin Soldatěnko              |
| 1971 | Helsinky  | Veniamin Soldatěnko              | 4:02:22                          | Christoph Höhne                  | Peter Selzer                     |
| 1974 | Řím       | Christoph Höhne                  | 3:59:06                          | Otto Barch                       | Peter Selzer                     |
| 1978 | Praha     | Jorge Llopart                    | 3:53:30                          | Veniamin Soldatěnko              | Jan Ornoch                       |
| 1982 | Athény    | Reima Salonen                    | 3:55:29                          | José Marín                       | Bo Gustafsson                    |
| 1986 | Stuttgart | Hartwig Gauder                   | 3:40:55                          | Vjačeslav Ivaněnko               | Valerij Suncov                   |
| 1990 | Split     | Andrej Perlov                    | 3:54:26                          | Bernd Gummelt                    | Hartwig Gauder                   |
| 1994 | Helsinky  | Valerij Spicyn                   | 3:41:07                          | Thierry Toutain                  | Giovanni Perricelli              |
| 1998 | Budapešť  | Robert Korzeniowski              | 3:43:51                          | Valentin Kononen                 | Andrej Plotnikov                 |
| 2002 | Mnichov   | Robert Korzeniowski              | 3:36:39                          | Alexej Vojvodin                  | Jesus Angel Garcia               |
| 2006 | Göteborg  | Yohann Diniz                     | 3:41:39                          | Jesus Angel Garcia               | Jurij Andronov                   |
| 2010 | Barcelona | Yohann Diniz                     | 3:40:37                          | Grzegorz Sudoł                   | Sergej Bakulin                   |
| 2012 | Helsinky  | závod neproběhl                  | závod neproběhl                  | závod neproběhl                  | závod neproběhl                  |
| 2014 | Curych    | Yohann Diniz                     | 3:32:33 WR RM                    | Matej Tóth                       | Ivan Noskov                      |
| 2016 | Amsterdam | závod neproběhl                  | závod neproběhl                  | závod neproběhl                  | závod neproběhl                  |
| 2018 | Berlín    | Marjan Zakalnyckyj               | 3:46:35                          | Matej Tóth                       | Dzmitry Dziubin                  |
| 2020 | Paříž     | zrušeno kvůli pandemii covidu-19 | zrušeno kvůli pandemii covidu-19 | zrušeno kvůli pandemii covidu-19 | zrušeno kvůli pandemii covidu-19 |

### Muži (35 km)
| Rok  | Místo   | Zlato              | Výkon vítěze | Stříbro           | Bronz           |
| ---- | ------- | ------------------ | ------------ | ----------------- | --------------- |
| 2022 | Mnichov | Miguel Ángel López | 2:26:49      | Christopher Linke | Matteo Giupponi |
| 2024 | Řím     |                    |              |                   |                 |

## Ženy
| Rok  | Místo  | Zlato                            | Výkon vítěze                     | Stříbro                          | Bronz                            |
| ---- | ------ | -------------------------------- | -------------------------------- | -------------------------------- | -------------------------------- |
| 2018 | Berlín | Inês Henriquesová                | 4:09:21                          | Alina Cvilijová                  | Júlia Takácsová                  |
| 2020 | Paříž  | zrušeno kvůli pandemii covidu-19 | zrušeno kvůli pandemii covidu-19 | zrušeno kvůli pandemii covidu-19 | zrušeno kvůli pandemii covidu-19 |

### Ženy (35 km)
| Rok  | Místo   | Zlato                 | Výkon vítěze | Stříbro            | Bronz             |
| ---- | ------- | --------------------- | ------------ | ------------------ | ----------------- |
| 2022 | Mnichov | Antigoni Drisbiotiová | 2:47:00      | Raquel Gonzálezová | Viktória Madarász |
| 2024 | Řím     |                       |              |                    |                   |